# Gorou Banda (Niamey I)
Gorou Banda ist ein Dorf im Arrondissement Niamey I der Stadt Niamey in Niger.

## Geographie
Das von einem traditionellen Ortsvorsteher (chef traditionnel) geleitete Dorf liegt am Fluss Niger im Westen des ländlichen Gemeindegebiets der nigrischen Hauptstadt Niamey. Zu den Nachbardörfern am selben Ufer zählen flussaufwärts Boubon und flussabwärts Tondi Koirey. Auf der gegenüberliegenden Seite des Flusses befindet sich das Dorf Saga Fondo.
Bei Gorou Banda verläuft ein in den Niger mündendes Trockental, das bei zu starker Wasserführung die Siedlung gefährdet. Das Wort gorou kommt aus der Sprache Zarma und bedeutet „Trockental“. Die Zarma-Postposition banda heißt „nach, hinter“. Der Ortsname Gorou Banda lässt sich folglich als „hinter dem Trockental“ übersetzen.

## Geschichte
In den Jahren 2000, 2002 und 2013 fand die Modeveranstaltung Festival International de la Mode en Afrique (FIMA) in Gorou Banda statt.

## Bevölkerung
Bei der Volkszählung 2012 hatte das Dorf 699 Einwohner, die in 77 Haushalten lebten. Bei der Volkszählung 2001 betrug die Einwohnerzahl 409 in 52 Haushalten.

## Wirtschaft und Infrastruktur
In Gorou Banda gibt es Moringa-Gärten, die von Frauen bewirtschaftet werden.